# Liste der denkmalgeschützten Objekte in Wippenham
Die Liste der denkmalgeschützten Objekte in Wippenham enthält die denkmalgeschützten, unbeweglichen Objekte der Gemeinde Wippenham in Oberösterreich (Bezirk Ried im Innkreis).

## Denkmäler
| Foto |                 | Denkmal                                                                       | Standort                                  | Beschreibung                                                       | Metadaten |
| ---- | --------------- | ----------------------------------------------------------------------------- | ----------------------------------------- | ------------------------------------------------------------------ | --- |
| ja   | Datei hochladen | Pfarrhof HERIS-ID: 92733 Objekt-ID: 107686                                    | Wippenham 16 Standort KG: Wippenham       |                                                                    | BDA-Hist.: Q37760584 Status: § 2a Stand der BDA-Liste: 2025-06-30 Name: Pfarrhof GstNr.: 1515/2                                                           |
| ja   | Datei hochladen | Kath. Pfarrkirche hl. Name Maria/Maria Namen HERIS-ID: 52717 Objekt-ID: 60273 | neben Wippenham 25 Standort KG: Wippenham | Eine weiträumige spätgotische Kirche mit einem mächtigen Westturm. | BDA-Hist.: Q23541595 Status: § 2a Stand der BDA-Liste: 2025-06-30 Name: Kath. Pfarrkirche hl. Name Maria/Maria Namen GstNr.: 1502/1 Pfarrkirche Wippenham |